# Marianne Adam
Marianne Adam (ur. 19 września 1951 w Luckenwalde) – wschodnioniemiecka lekkoatletka, kulomiotka.
W 1974 w Rzymie została wicemistrzynią Europy. Do jej osiągnięć należą również cztery medale halowych mistrzostw Europy: złoty (1975), srebrny (1979) i dwa brązowe (1972, 1974). Dwukrotna olimpijka (Monachium 1972 – 5. miejsce i Montreal 1976 – 4. miejsce). Trzykrotnie była mistrzynią NRD na otwartym stadionie (1974, 1975, 1976) i czterokrotnie w hali (1972, 1974, 1975, 1976).
Dwukrotna rekordzistka świata (21,60 w 1975 oraz 21,67 w 1976).
Swój rekord życiowy (21,86 m) ustanowiła 23 czerwca 1979 w Lipsku.